# Słodownia

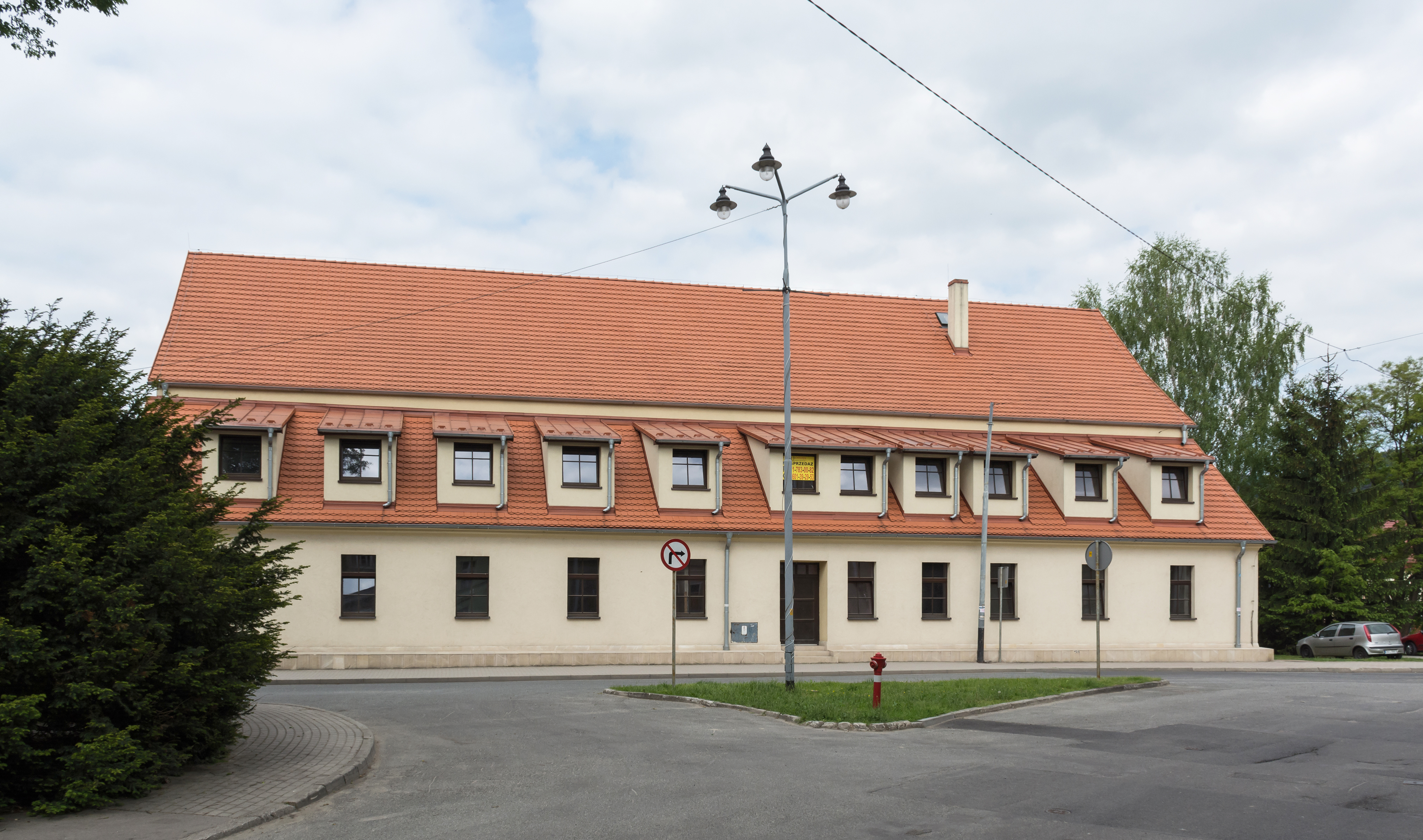
Zabytkowa słodownia w Lądku-Zdroju

Słodownia – zakład zajmujący się produkcją słodu. We wczesnym średniowieczu słodownie stanowiły część browaru zajmującą się słodowaniem zboża. Wraz z rozwojem przemysłu browarniczego przywilej słodowania oraz warzenia i wyszynku piwa został rozdzielony, a słodownie stały się odrębnymi zakładami.
Najstarszą słodownię utrwaloną w źródłach pisanych posiadała już w XIII w. gliwicka Ostropa.